# Championnat d'Irlande de football 2019
Navigation
Édition précédente Édition suivante
La saison 2019 du Championnat d'Irlande de football est la 99e saison du championnat national. Ce championnat se compose de deux divisions, la Premier Division, le plus haut niveau et la First Division, l’équivalent d’une deuxième division. Le Dundalk Football Club est le tenant du titre après sa victoire de 2018.
Dundalk Football Club remporte le championnat pour la cinquième fois en six saisons. Les Shamrock Rovers terminent à la deuxième place, à neuf points du leader. Les Bohemians complètent le podium.
UCD termine dernier du championnat et est relégué en First Division. Finn Harps, neuvième, remporte les barrages contre Drogheda Unitedet sauve sa place dans l'élite.

## Les changements depuis la saison précédente

### Promotions et relégations
Au terme de la saison 2018, deux équipes sont reléguées en First Division, Bray Wanderers qui a terminé à la dernière place du championnat et Limerick FC défait lors des barrages. À l'opposé deux équipes sont promues dans l'élite, UCD vainqueur de la deuxième division et Finn Harps vainqueur des barrages et qui remonte dans l'élite une saison seulement après en avoir été reléguée.

## Organisation
Le championnat s'organise sur deux divisions avec un système de promotion et relégation entre les deux niveaux. Mais c'est en même temps un championnat fermé puisque sauf grande difficulté économique les équipes participantes sont assurées de se maintenir au sein de ces deux divisions professionnelles. L'accession au championnat d'Irlande se fait sur décision de la fédération irlandaise et acceptation de la totalité des équipes déjà membres. Le plus haut niveau, rassemblant les dix meilleures équipes, est la Premier Division. Le deuxième niveau, composé elle aussi de dix équipes, se nomme First Division.

### LaPremier division
La Premier Division se dispute selon le système d'une poule où toutes les équipes rencontrent quatre fois leurs adversaires. Chaque équipe dispute donc 36 matchs de championnat dans la saison. Le dernier de la division est automatiquement relégué en First Division. L'équipe classée à la neuvième place joue un match aller-retour de barrages contre le vainqueur du barrage d'accession de First Division. Le vainqueur de cette double confrontation se qualifiera pour la saison suivante de la Premier Division.

### LaFirst Division
La First Division se dispute selon le système d'une poule où toutes les équipes rencontrent trois fois leurs adversaires. Lors de la première partie de la saison, les équipes disputent deux rencontres une fois à domicile, une fois à l'extérieur. La troisième rencontre est tirée au sort et se jouera donc aléatoirement soit à domicile, soit à l'extérieur. Chaque équipe dispute donc 27 matchs de championnat dans la saison.
La première équipe au classement au terme de la saison accède directement à la Premier Division. Les équipes classées à la deuxième, troisième et quatrième place participent aux barrages de promotion. Les troisièmes et quatrièmes se rencontrent tout d'abord. Le vainqueur joue ensuite contre l'équipe classée deuxième. Le vainqueur de ce dernier barrage dispute un match aller-retour contre l'équipe classée neuvième de Premier Division, le vainqueur disputant la première division irlandaise pour la saison suivante.

## Les 20 clubs participants
| \| Dublin: · Premier Div.: · Bohemian · Shamrock Rov. · St Pat's · UCD · First Div.: · Shelbourne FC · Cabinteely FC Dublin Dundalk FC Sligo Rovers Derry City FC Cork City FC Waterford FC Finn Harps Limerick FC Bray Wanderers Galway FC Drogheda United Athlone Town Cobh Ramblers FC Longford Town Wexford FC \| Localisation des clubs engagés dans le championnat. |
| Dublin: · Premier Div.: · Bohemian · Shamrock Rov. · St Pat's · UCD · First Div.: · Shelbourne FC · Cabinteely FC Dublin Dundalk FC Sligo Rovers Derry City FC Cork City FC Waterford FC Finn Harps Limerick FC Bray Wanderers Galway FC Drogheda United Athlone Town Cobh Ramblers FC Longford Town Wexford FC                                                           |

| \| Bohemian Shamrock Rovers St. Patrick's Shelbourne UCD Cabinteely \| Clubs dublinois. |
| Bohemian Shamrock Rovers St. Patrick's Shelbourne UCD Cabinteely                        |

Liste des clubs de Premier Division
| Équipe                                              | Ville      | Manager                            | Stade              | Capacité | Fondation |
| --------------------------------------------------- | ---------- | ---------------------------------- | ------------------ | -------- | --------- |
| Bohemian Football Club                              | Dublin     | Keith Long                         | Dalymount Park     | 7 955    | 1890      |
| Cork City Football Club                             | Cork       | John Caulfield Neale Fenn          | Turners Cross      | 7 485    | 1984      |
| Derry City Football Club                            | Derry      | Declan Devine                      | Brandywell Stadium | 8 200    | 1928      |
| Dundalk Football Club                               | Dundalk    | Vinny Perth                        | Oriel Park         | 6 000    | 1903      |
| Finn Harps Football Club                            | Ballybofey | Ollie Horgan                       | Finn Park          | 6 000    | 1954      |
| Shamrock Rovers Football Club                       | Dublin     | Stephen Bradley                    | Tallaght Stadium   | 5 700    | 1901      |
| Sligo Rovers Football Club                          | Sligo      | Liam Buckley                       | The Showgrounds    | 5 500    | 1928      |
| St. Patrick's Athletic Football Club                | Dublin     | Harry Kenny Stephen O'Donnell      | Richmond Park      | 5 340    | 1929      |
| University College Dublin Association Football Club | Dublin     | Collie O'Neill Maciej Tarnogrodzki | UCD Bowl           | 3 000    | 1895      |
| Waterford Football Club                             | Waterford  | Alan Reynolds                      | RSC                | 3 100    | 1930      |

Liste des clubs de First Division
| Équipe                                   | Ville     | Manager           | Stade               | Capacité | Fondation |
| ---------------------------------------- | --------- | ----------------- | ------------------- | -------- | --------- |
| Athlone Town Football Club               | Athlone   | Roddy Collins     | Lissywoolen Stadium | 5 000    | 1887      |
| Bray Wanderers Association Football Club | Bray      | Gary Cronin       | Carlisle Grounds    | 3 250    | 1942      |
| Cabinteely Football Club                 | Dublin    | Pat Devlin        | Stradbrook          | 1 000    | 1967      |
| Cobh Ramblers Football Club              | Cobh      | Stephen Henderson | St. Colman's Park   | 5 000    | 1922      |
| Drogheda United Football Club            | Drogheda  | Pete Mahon        | United Park         | 2 000    | 1975      |
| Galway Football Club                     | Galway    | Shane Keegan      | Eamonn Deacy Park   | 5 000    | 2013      |
| Limerick Football Club                   | Limerick  | Tommy Barrett     | Markets Field       | 3 000    | 2007      |
| Longford Town Football Club              | Longford  | Neale Fenn        | Flancare Park       | 6 850    | 1924      |
| Shelbourne Football Club                 | Dublin    | Ian Morris        | Tolka Park          | 9 680    | 1895      |
| Wexford Football Club                    | Crossabeg | Damian Locke      | Ferrycarrig Park    | 2 500    | 2007      |

## Premier Division
Le 3 novembre 2018la FAI annonce les grandes dates de la nouvelle saison. La Premier division débute le 22 février 2019, une semaine après la Coupe du Président d'Irlande 2019 qui opposera le tenant du titre, Dundalk à son dauphin et finaliste de la Coupe d'Irlande, Cork,.

### La pré-saison
Le premier point marquant de la pré-saison et le départ de Stephen Kenny de Dundalk FC. L'entraineur qui a dirigé le club de puis 2012 et qui lui a permis de remporter quatre titres de champion d'Irlande est recruté par la FAI pour prendre en main l'équipe nationale espoirs pendant deux ans et à terme l'équipe nationale en 2020. Le club de Dundalk ne reçoit aucune indemnité pour son entraîneur et se retrouve affaibli tant sportivement que financièrement.

### Les moments forts de la saison
Au début du mois d'avril le club de St. Patrick's Athletic écrit à la FAI pour s'interroger sur la qualification européenne de Waterford FC obtenue au terme de la saison 2018. St Pat's remet en cause cette qualification en rappelant que l'UEFA ne donne de licence pour jouer ses compétition qu'aux clubs ayant plus de trois ans d'existence. Or Waterford a été racheté par l'homme d'affaires Lee Powers en novembre 2016 et a même changé de nom à cette occasion. La non qualification de Waterford devant alors se faire au bénéfice de St Pat's. Après reflexion et après avoir demandé conseil à l'UEFA. Waterford fait alors appel de cette décision auprès de l'UEFA,.
Le 1er mai, le club de Cork City FC se sépare de son entraineur John Caulfield en poste depuis 2014 et vainqueur du championnat 2017. L'entraineur paye ainsi le mauvais départ du club seulement huitième du classement après 14 journées.
Le 9 mai 2019 les fédérations irlandaise et nord-irlandaise annoncent l'organisation d'une nouvelle compétition transfrontalière, l'Unite the Union Champions Cup. Cette compépétition prendra la forme d'une double confrontation entre les vainqueurs des deux championnats et se déroulera courant novembre. Linfield FC affrontera alors le champion d'Irlande 2019.
Aux mois de mai et de juin le calendrier du championnat est chamboulé par le reports de plusieurs rencontres. En mai certains stades sont occupés par le championnat d'Europe de football des moins de 17 ans et en juin un certain nombre de joueurs sont sélectionnés en équipe d'Irlande des moins de 21 ans pour le Tournoi de Toulon. C'est UCD et Waterford qui sont les plus affectés par ces sélections et pour ne pas désavantager ces équipe leurs matchs sont reportés.
À l'occasion d'un match en retard de la 32e journée le 23 septembre et d'une victoire 3-2 sur son dauphin les Shamrock Rovers, Dundalk valide sa victoire en championnat. C'est son cinquième titre en six saisons.
La qualification de Dundalk et de son dauphin les Shamrock Rovers pour la finale de la Coupe d'Irlande permet à la 4e place de devenir qualificative pour la Ligue Europa.
Dundalk remporte le championnat avec neuf points d'avance sur son dauphin, les Shamrock Rovers. Les Bohemians complètent le podium avec quinze points de retard sur le second.
UCD termine dernier du championnat et est relégué en First Division. Finn Harps, neuvième, doit passer par les barrages contre Drogheda United, pour tenter de sauver sa place dans l'élite.

### Classement
| Rang | Équipe                    | Pts | J  | G  | N  | P  | Bp | Bc | Diff |
| ---- | ------------------------- | --- | -- | -- | -- | -- | -- | -- | ---- |
| 1    | Dundalk FC T CL           | 86  | 36 | 27 | 5  | 4  | 73 | 18 | +55  |
| 2    | Shamrock Rovers C         | 75  | 36 | 23 | 6  | 7  | 62 | 21 | +41  |
| 3    | Bohemian FC               | 60  | 36 | 17 | 9  | 10 | 47 | 28 | +19  |
| 4    | Derry City FC             | 57  | 36 | 15 | 12 | 9  | 56 | 34 | +22  |
| 5    | St. Patrick's Athletic FC | 52  | 36 | 14 | 10 | 12 | 29 | 35 | -6   |
| 6    | Waterford FC              | 43  | 36 | 12 | 7  | 16 | 46 | 53 | -7   |
| 7    | Sligo Rovers              | 42  | 36 | 10 | 12 | 14 | 38 | 47 | -9   |
| 8    | Cork City FC              | 37  | 36 | 9  | 10 | 17 | 29 | 49 | -20  |
| 9    | Finn Harps P              | 28  | 36 | 7  | 7  | 22 | 26 | 64 | -38  |
| 10   | UCD P                     | 19  | 36 | 5  | 4  | 27 | 25 | 82 | -57  |

| Légende : Qualifications et relégations | Légende : Qualifications et relégations                                                                            |
| --------------------------------------- | --- |
|                                         | Champion d'Irlande et Ligue des champions 2020-2021, premier tour de qualification                                 |
|                                         | Ligue Europa 2020-2021, premier tour de qualification                                                              |
|                                         | Barrage de relégation en deuxième division                                                                         |
|                                         | relégation en deuxième division                                                                                    |
|                                         | T : Tenant du titre P : Promu C : Vainqueur de la Coupe d'Irlande 2019 CL : Vainqueur de la Coupe de la Ligue 2019 |

### Résultats
| Résultats (▼dom., ►ext.)                                   | BOH | COR | DER | DUN | FIN | SHA | SLI | PAT | UCD | WAT |
| Bohemian FC                                                |     | 0-1 | 1-1 | 0-2 | 1-0 | 1-0 | 1-2 | 1-0 | 3-0 | 0-0 |
| Cork City FC                                               | 2-0 |     | 0-0 | 0-2 | 1-1 | 1-3 | 0-0 | 1-1 | 2-0 | 0-2 |
| Derry City FC                                              | 0-2 | 2-0 |     | 0-2 | 4-0 | 0-1 | 2-0 | 1-1 | 3-0 | 3-2 |
| Dundalk FC                                                 | 1-0 | 1-0 | 2-2 |     | 3-0 | 2-1 | 1-1 | 1-1 | 2-1 | 4-0 |
| Finn Harps                                                 | 0-1 | 3-4 | 2-3 | 1-1 |     | 0-1 | 1-2 | 0-2 | 3-0 | 3-2 |
| Shamrock Rovers                                            | 0-1 | 2-0 | 2-0 | 0-0 | 3-0 |     | 3-0 | 1-0 | 3-1 | 2-1 |
| Sligo Rovers                                               | 0-2 | 1-2 | 0-0 | 2-1 | 1-1 | 2-1 |     | 0-1 | 1-0 | 0-0 |
| St. Patrick's Athletic FC                                  | 1-1 | 1-0 | 1-3 | 1-0 | 0-0 | 0-1 | 2-1 |     | 2-0 | 0-3 |
| UCD                                                        | 0-2 | 2-1 | 0-2 | 1-3 | 3-0 | 0-1 | 0-2 | 1-1 |     | 4-1 |
| Waterford FC                                               | 0-0 | 2-0 | 2-2 | 0-3 | 4-0 | 1-2 | 3-3 | 2-0 | 1-0 |     |
| - Victoire à domicile - Match nul - Victoire à l'extérieur |     |     |     |     |     |     |     |     |     |     |

| Résultats (▼dom., ►ext.)                                   | BOH | COR | DER | DUN | FIN | SHA | SLI | PAT | UCD  | WAT |
| Bohemian FC                                                |     | 1-0 | 0-0 | 2-1 | 5-3 | 2-1 | 2-1 | 3-0 | 10-1 | 1-2 |
| Cork City FC                                               | 0-0 |     | 1-4 | 1-0 | 0-0 | 1-1 | 2-4 | 0-1 | 3-2  | 1-2 |
| Derry City FC                                              | 0-0 | 4-0 |     | 2-2 | 4-0 | 0-2 | 3-0 | 1-3 | 0-0  | 2-0 |
| Dundalk FC                                                 | 2-1 | 1-0 | 1-0 |     | 5-0 | 3-2 | 4-0 | 4-0 | 3-0  | 3-0 |
| Finn Harps                                                 | 1-0 | 0-0 | 1-0 | 0-3 |     | 0-3 | 2-0 | 1-2 | 0-0  | 1-0 |
| Shamrock Rovers                                            | 1-0 | 3-0 | 2-2 | 0-1 | 1-0 |     | 0-0 | 0-0 | 7-0  | 2-1 |
| Sligo Rovers                                               | 1-1 | 1-1 | 1-2 | 0-2 | 3-1 | 0-0 |     | 1-1 | 5-1  | 0-0 |
| St. Patrick's Athletic FC                                  | 0-0 | 1-1 | 1-0 | 0-1 | 1-0 | 0-2 | 2-1 |     | 0-0  | 0-2 |
| UCD                                                        | 3-0 | 0-1 | 1-3 | 0-5 | 1-0 | 0-3 | 0-2 | 0-1 |      | 1-2 |
| Waterford FC                                               | 1-2 | 1-2 | 1-1 | 0-1 | 0-1 | 1-5 | 2-0 | 1-2 | 4-2  |     |
| - Victoire à domicile - Match nul - Victoire à l'extérieur |     |     |     |     |     |     |     |     |      |     |

### Statistiques

#### Évolution du classement
| Club                      | 1  | 2  | 3  | 4  | 5  | 6  | 7  | 8  | 9  | 10 | 11 | 12 | 13 | 14 | 15 | 16 | 17 | 18 | 19 | 20 | 21 | 22 | 23 | 24 | 25 | 26 | 27 | 28 | 29 | 30 | 31 | 32 | 33 | 34 | 35 | 36 |
| ------------------------- | -- | -- | -- | -- | -- | -- | -- | -- | -- | -- | -- | -- | -- | -- | -- | -- | -- | -- | -- | -- | -- | -- | -- | -- | -- | -- | -- | -- | -- | -- | -- | -- | -- | -- | -- | -- |
| Dundalk FC                | 5  | 6  | 5  | 5  | 3  | 2  | 2  | 3  | 4  | 4  | 3  | 3  | 2  | 2  | 2  | 1  | 1  | 1  | 1  | 1  | 1  | 1  | 1  | 1  | 1  | 1  | 1  | 1  | 1  | 1  | 1  | 1  | 1  | 1  | 1  | 1  |
| Cork City FC              | 8  | 9  | 7  | 8  | 7  | 4  | 6  | 7  | 6  | 7  | 7  | 7  | 8  | 8  | 8  | 7  | 8  | 6  | 8  | 8  | 7  | 7  | 7  | 7  | 8  | 8  | 8  | 7  | 8  | 8  | 8  | 8  | 8  | 8  | 8  | 8  |
| Shamrock Rovers           | 2  | 1  | 4  | 4  | 1  | 1  | 1  | 1  | 1  | 1  | 1  | 1  | 1  | 1  | 1  | 2  | 2  | 2  | 2  | 2  | 2  | 2  | 2  | 2  | 2  | 2  | 2  | 2  | 2  | 2  | 2  | 2  | 2  | 2  | 2  | 2  |
| Waterford FC              | 7  | 4  | 6  | 6  | 8  | 7  | 5  | 6  | 7  | 6  | 6  | 6  | 6  | 6  | 6  | 6  | 7  | 8  | 7  | 8  | 8  | 8  | 8  | 8  | 7  | 7  | 7  | 8  | 7  | 7  | 7  | 7  | 7  | 7  | 7  | 6  |
| St. Patrick's Athletic FC | 3  | 3  | 2  | 2  | 5  | 6  | 7  | 5  | 5  | 5  | 5  | 5  | 5  | 5  | 5  | 5  | 5  | 5  | 5  | 5  | 5  | 5  | 5  | 5  | 5  | 5  | 5  | 5  | 5  | 5  | 5  | 5  | 5  | 5  | 5  | 5  |
| Bohemian FC               | 3  | 2  | 1  | 1  | 2  | 3  | 3  | 2  | 2  | 2  | 2  | 2  | 3  | 3  | 3  | 3  | 3  | 3  | 3  | 3  | 3  | 3  | 3  | 3  | 3  | 3  | 4  | 3  | 3  | 3  | 3  | 4  | 3  | 3  | 3  | 3  |
| Sligo Rovers              | 5  | 7  | 9  | 7  | 6  | 8  | 8  | 9  | 8  | 8  | 8  | 8  | 7  | 7  | 7  | 8  | 6  | 7  | 6  | 6  | 6  | 6  | 6  | 6  | 6  | 6  | 6  | 6  | 6  | 6  | 6  | 6  | 6  | 6  | 6  | 7  |
| Derry City FC             | 1  | 4  | 3  | 3  | 4  | 5  | 4  | 5  | 4  | 3  | 4  | 4  | 4  | 4  | 4  | 4  | 4  | 4  | 4  | 4  | 4  | 4  | 4  | 4  | 4  | 4  | 3  | 4  | 4  | 4  | 4  | 3  | 4  | 4  | 4  | 4  |
| UCD                       | 10 | 10 | 10 | 10 | 10 | 9  | 9  | 8  | 9  | 9  | 9  | 9  | 9  | 9  | 9  | 9  | 10 | 9  | 9  | 9  | 9  | 10 | 10 | 9  | 10 | 10 | 10 | 10 | 10 | 10 | 10 | 10 | 10 | 10 | 10 | 10 |
| Finn Harps                | 8  | 7  | 8  | 8  | 9  | 10 | 10 | 10 | 10 | 10 | 10 | 10 | 10 | 10 | 10 | 10 | 9  | 10 | 10 | 10 | 10 | 9  | 9  | 10 | 9  | 9  | 9  | 9  | 9  | 9  | 9  | 9  | 9  | 9  | 9  | 9  |

## First Division
Au terme de la neuvième journée, le Cabinteely Football Club est pour la toute première fois de son histoire leader de la First Division.
Le 4 septembre, la Garda intervient au centre d'entrainement du Limerick FC dans le cadre d'une enquête sur d'éventuels matchs arrangés. Les téléphones portables des joueurs sont saisis. La FAI confirme qu'une enquête est en cours à propos d'un match entre Shelbourne Et limerick qui s'est déroulé en avril.
Le 13 septembre 2019, à la suite d'une victoire sur le terrain de Drogheda United, Shelbourne FC valide définitivement son billet pour la promotion en Premier Division. Il met fin ainsi à six saisons consécutives de purgatoire en deuxième division.
Le 5 novembre 2019, la FAI annonce une sanction contre le Limerick Football Club. Pour cause de mise sous administration judiciaire en septembre, le club est sanctionné de 26 points de débours par l'organisme indépendant de contrôle des licences des clubs. Limerick qui avait terminé le championnat à la sixième place avec 36 points se retrouve donc dixième et bon dernier avec 10 points. La santé financière du club est en effet très délicate : les Blues ont connu des problèmes financiers tout au long de la saison et de nombreux cas de salaires impayés ont amené les joueurs à voter en faveur de la grève en mai.

### Classement de la First Division
| Rang | Équipe           | Pts    | J  | G  | N | P  | Bp | Bc | Diff |
| ---- | ---------------- | ------ | -- | -- | - | -- | -- | -- | ---- |
| 1    | Shelbourne FC    | 60     | 27 | 19 | 3 | 5  | 50 | 19 | +31  |
| 2    | Drogheda United  | 51     | 27 | 16 | 3 | 8  | 59 | 36 | +23  |
| 3    | Longford Town    | 51     | 27 | 16 | 3 | 8  | 41 | 23 | +18  |
| 4    | Cabinteely FC    | 50     | 27 | 14 | 8 | 5  | 44 | 26 | +18  |
| 5    | Bray Wanderers R | 46     | 27 | 14 | 4 | 9  | 44 | 26 | +18  |
| 6    | Cobh Ramblers FC | 31     | 27 | 8  | 7 | 12 | 38 | 51 | -13  |
| 7    | Galway FC        | 26     | 27 | 7  | 5 | 15 | 36 | 42 | -6   |
| 8    | Athlone Town     | 18     | 27 | 4  | 6 | 17 | 30 | 61 | -31  |
| 9    | Wexford FC       | 11     | 27 | 2  | 5 | 20 | 22 | 65 | -43  |
| 10   | Limerick FC R    | 10 -26 | 27 | 10 | 6 | 11 | 33 | 41 | -8   |

| Légende : Qualifications et relégations | Légende : Qualifications et relégations        |
| --------------------------------------- | ---------------------------------------------- |
|                                         | Monte en Première Division                     |
|                                         | Barrages pour l'accession en Première Division |
|                                         | R : Reléguée de Première Division              |

### Résultats de la First Division
| Résultats (▼dom., ►ext.)                                   | ATH | BRW | CAB | COB | DRO | GAL | LIM | LGF | SHE | WEX |
| Athlone Town                                               |     | 0-5 | 2-2 | 1-1 | 3-5 | 0-4 | 1-1 | 0-1 | 0-2 | 4-2 |
| Bray Wanderers                                             | 0-1 |     | 1-1 | 1-0 | 3-1 | 2-1 | 2-0 | 3-2 | 0-1 | 2-1 |
| Cabinteely FC                                              | 3-2 | 0-3 |     | 2-2 | 0-5 | 1-0 | 1-2 | 1-1 | 1-0 | 2-0 |
| Cobh Ramblers FC                                           | 0-1 | 1-0 | 0-1 |     | 1-4 | 2-1 | 2-3 | 0-0 | 2-1 | 6-1 |
| Drogheda United                                            | 4-2 | 1-0 | 1-4 | 4-0 |     | 3-0 | 3-2 | 0-1 | 0-0 | 2-1 |
| Galway FC                                                  | 1-2 | 0-1 | 0-0 | 0-2 | 0-1 |     | 0-1 | 2-1 | 2-3 | 2-0 |
| Limerick FC                                                | 2-0 | 1-0 | 1-0 | 3-1 | 0-0 | 2-1 |     | 0-0 | 0-1 | 1-1 |
| Longford Town                                              | 3-1 | 2-0 | 0-1 | 1-0 | 3-0 | 2-1 | 1-0 |     | 2-0 | 1-0 |
| Shelbourne FC                                              | 2-1 | 1-0 | 2-3 | 1-0 | 2-1 | 3-0 | 2-0 | 1-0 |     | 3-0 |
| Wexford FC                                                 | 2-0 | 2-0 | 0-2 | 2-2 | 1-2 | 0-4 | 0-0 | 1-2 | 1-2 |     |
| - Victoire à domicile - Match nul - Victoire à l'extérieur |     |     |     |     |     |     |     |     |     |     |

| Résultats (▼dom., ►ext.)                                   | ATH | BRW | CAB | COB | DRO | GAL | LIM | LGF | SHE | WEX |
| Athlone Town                                               |     |     |     |     | 0-2 | 2-2 |     | 1-5 | 1-2 | 3-1 |
| Bray Wanderers                                             | 3-0 |     |     | 3-3 | 4-1 |     | 1-0 |     |     |     |
| Cabinteely FC                                              | 3-1 | 2-1 |     |     |     | 0-1 | 3-0 | 2-0 |     |     |
| Cobh Ramblers FC                                           | 2-1 |     |     |     |     |     |     | 1-3 | 1-0 | 1-1 |
| Drogheda United                                            |     |     | 0-0 | 4-2 |     |     |     |     | 1-3 | 6-0 |
| Galway FC                                                  |     | 2-2 |     | 7-1 | 1-3 |     |     |     | 0-3 |     |
| Limerick FC                                                | 1-1 |     |     | 3-4 | 1-4 |     |     | 3-1 |     | 4-1 |
| Longford Town                                              |     | 1-2 |     |     | 2-1 | 4-0 |     |     | 0-2 |     |
| Shelbourne FC                                              |     | 0-0 | 1-1 |     |     |     | 7-0 |     |     | 5-2 |
| Wexford FC                                                 |     | 1-5 | 1-2 |     |     | 0-0 |     | 0-2 |     |     |
| - Victoire à domicile - Match nul - Victoire à l'extérieur |     |     |     |     |     |     |     |     |     |     |

## Matchs de barrage
Le premier tour des barrages oppose le troisième au quatrième de First Division. Le vainqueur pourra ensuite défier l'équipe ayant terminé à la 2e place pour déterminer l'équipe qui jouera le barrage de promotion/relégation contre le 9e de Premier Division.

### Premier tour
Le premier tour des barrages oppose le Longford Town Football Club, troisième de la saison régulière au Cabinteely Football Club quatrième de la même compétition. Le match retour a lieu sur le terrain de l'équipe la mieux classée.
| Premier tour, match aller | Cabinteely FC | 0-0   | Longford Town | Stradbrook                               |                                          |
| 4 octobre 2019 19:45      |               | (0-0) |               | Spectateurs : 650 Arbitrage : Alan Carey | Spectateurs : 650 Arbitrage : Alan Carey |

| Premier tour, match retour | Longford Town   | 1-1             | Cabinteely FC | City Calling Stadium                        |                                             |
| 11 octobre 2019 19:45      | Aaron Dobbs 41e | (1-1, 1-1, 1-1) | Paul Fox 18e  | Spectateurs : 992 Arbitrage : Alan Patchell | Spectateurs : 992 Arbitrage : Alan Patchell |
| 11 octobre 2019 19:45      | Tirs au but 1-3 |                 |               | Spectateurs : 992 Arbitrage : Alan Patchell | Spectateurs : 992 Arbitrage : Alan Patchell |

### Deuxième tour
Le deuxième tour oppose le vainqueur du premier tour au Drogheda United Football Club qui a terminé le championnat à la deuxième place.
| Deuxième tour, match aller | Cabinteely FC            | 1-1 | Drogheda United | Stradbrook |  |
| 18 octobre 2019 19:45      | Kieran 'Marty' Waters 5e |     | Jake Hyland 79e |            |  |

| Deuxième tour tour, match retour | Drogheda United                                                  | 5-1   | Cabinteely FC             | United Park                                     |                                                 |
| 25 octobre 2019                  | Luke McNally 35e 57e 59e · Chris Lyons 62e · Jamie Hollywood 79e | (1-0) | Kieran 'Marty' Waters 52e | Spectateurs : 1 300 Arbitrage : Paul McLoughlin | Spectateurs : 1 300 Arbitrage : Paul McLoughlin |

### Barrage de promotion/relégation
| Barrage, match aller  | Drogheda United   | 1-0   | Finn Harps | United Park                                   |                                               |
| 28 octobre 2019 19:45 | Chris Lyons 90+4e | (0-0) |            | Spectateurs : 1 400 Arbitrage : Rob Hennessey | Spectateurs : 1 400 Arbitrage : Rob Hennessey |

| Barrage, match retour | Finn Harps                           | 2-0             | Drogheda United | Finn Park                                  |                                            |
| 1er novembre 2019     | Mark Russell 7e · Harry Ascroft 107e | (1-0, 1-0, 2-0) |                 | Spectateurs : 2 113 Arbitrage : Neil Doyle | Spectateurs : 2 113 Arbitrage : Neil Doyle |

## Statistiques

### Meilleurs buteurs
| Place              | Joueur              | Club            | Buts |
| ------------------ | ------------------- | --------------- | ---- |
| Médaille d'or      | Junior Ogedi-Uzokwe | Derry City FC   | 14   |
| Médaille d'argent  | Patrick Hoban       | Dundalk FC      | 13   |
| Médaille de bronze | Michael Duffy       | Dundalk FC      | 12   |
| 4                  | Daniel Mandroiu     | Bohemian FC     | 11   |
| 4                  | Romeo Parkes        | Sligo Rovers    | 11   |
| 4                  | Aaron Greene        | Shamrock Rovers | 11   |
| 4                  | David Parkhouse     | Derry City FC   | 11   |
| 8                  | Aaron McEneff       | Shamrock Rovers | 10   |
| 9                  | Daniel Kelly        | Dundalk FC      | 9    |
| 10                 | Georges Kelly       | Dundalk FC      | 8    |
| 10                 | Rónán Coughlan      | Sligo Rovers    | 8    |
| 10                 | Graham Cummins      | Shamrock Rovers | 8    |
| 10                 | Jack Byrne          | Shamrock Rovers | 8    |

| Place              | Joueur         | Club            | Buts |
| ------------------ | -------------- | --------------- | ---- |
| Médaille d'or      | Rob Manley     | Cabinteely FC   | 17   |
| Médaille d'argent  | Dean Williams  | Athlone Town    | 15   |
| Médaille de bronze | Chris Lyons    | Drogheda United | 14   |
| Médaille de bronze | Jaze Kabia     | Shelbourne FC   | 14   |
| 5                  | Ciarán Kilduff | Shelbourne FC   | 13   |
| 6                  | Dean Byrne     | Longford Town   | 12   |
| 7                  | Mark Doyle     | Drogheda United | 11   |
| 8                  | Stephen Meaney | Drogheda United | 10   |
| 8                  | Dylan McGlade  | Bray Wanderers  | 10   |
| 10                 | Danny Furlong  | Wexford FC      | 9    |
| 11                 | Sam Verdon     | Longford Town   | 8    |

## Bilan de la saison
| Championnat d'Irlande de football 2019                       |                                   |
| Champion                                                     | Dundalk Football Club (14e titre) |
| Dauphin                                                      | Shamrock Rovers Football Club     |
| Coupes et trophées                                           |                                   |
| Vainqueur de la Coupe d'Irlande 2019                         | Shamrock Rovers Football Club     |
| Vainqueur de la Coupe de la Ligue d'Irlande de football 2019 | Dundalk Football Club             |
| Qualifications continentales                                 |                                   |
| Ligue des champions de l'UEFA 2020-2021                      | Dundalk Football Club             |
| Ligue Europa 2020-2021                                       | Shamrock Rovers Football Club     |
| Ligue Europa 2020-2021                                       | Bohemian Football Club            |
| Ligue Europa 2020-2021                                       | Derry City Football Club          |
| Promotions et relégations                                    |                                   |
| Promus en Premier Division                                   | Shelbourne Football Club          |
| Relégués en First Division                                   | UCD                               |